# Dragutin Rakovec
Dragutin Rakovec (Rakovac) (Vugrovec, 1. studenog 1813. – Zagreb, 22. studenog 1854.) bio je hrvatski književnik, prevoditelj, publicist i javni djelatnik. Studij filozofije i prava završio 1831. u Zagrebu. Od 1831. bio je zaposlen kod Banskog stola i u odvjetničkoj pisarnici. Suradnik Ljudevita Gaja i urednik Novina horvatzkih (1835. – 42.), a s Ljudevitom Vukotinovićem i Stankom Vrazom osnivač i urednik Kola (1842). Od 1841. bio je tajnik Gospodarskog društva i urednik nekoliko njegovih izdanja te Koledara za puk (1847. – 50). Njegovom je zaslugom izlazio Gospodarski list, na čelu kojeg je bio 1841. – 50. Bio je i prvi kustos Narodnog muzeja (1846). Mladenačka književna djela pisao je, prevodio i adaptirao u kajkavskom narječju (Th. Körner i dr.), a tiskana mu je prilagodba monodrame A. Kotzebuea Stari mladoženja i košarice (1832). Jedino je sačuvano izvorno dramsko djelo dramska pjesma Duh (1832.), a igrokaz Veronika od Desinića, započet 1831., danas je poznat samo po naslovu. Kao štokavski pjesnik javio se 1835. u prvom broju Danice ilirskom domoljubnom, a poslije i ljubavnom lirikom (Sila ljubavi, 1837., i dr.), programatski naznačivši romantički neopetrarkizam i predhodeći Vrazu. Prema slovačkom predložku sročio je pjesmu Duh slavjanski, iz koje su tri kitice postale himnom "Druge" Jugoslavije (Hej, Slaveni). S Vukotinovićem je izdao prvu hrvatsku antologiju domoljubnog pjesničtva Pjesmarica: pjesme domorodne (1842). U političkom spisu Mali katekizam za velike ljude (1842.) brani dostojanstvo hrvatskog jezika i pravo na hrvatsku nacionalnu samobitnost prema mađarskom posezanju. Posmrtno mu je tiskana memoarska proza Dnevnik (1922.), važna za povijest hrvatskog preporoda.
Preminuo je u Zagrebu 1854. godine. 